# 奥田渓竜
奥田 渓竜（おくだ けいりゅう、1966年8月3日 - ）は、日本の漫画家。男性。岐阜県出身。

## 人物
1988年に漫画アクションにてデビュー。主にパチンコ・パチスロ漫画誌をメインに活動する。

## 漫画作品一覧
- パチスロ115番街（1998年-2005年、パチスロパニック7、白夜書房、全5巻）
- パチスロひとり旅（2000年-連載中、別冊パチスロパニック7、白夜書房→ガイドワークス）※原作：名波誠
- 太陽ギア ロウアウトロウ（2008年-、パニック7ゴールド、白夜書房）
- いつかは満大（2011年-2013年、漫画パチンカー、白夜書房→ガイドワークス）※監修：ヨッシー
  - 回想列車（2015年-連載中、パチスロパニック7、ガイドワークス）※原作：中武一日二膳